# 自由革新連合
もしかして
- 革新自由連合
- 自由革新同友会
- 自由改革連合

のいずれかではありませんか？